# Iov

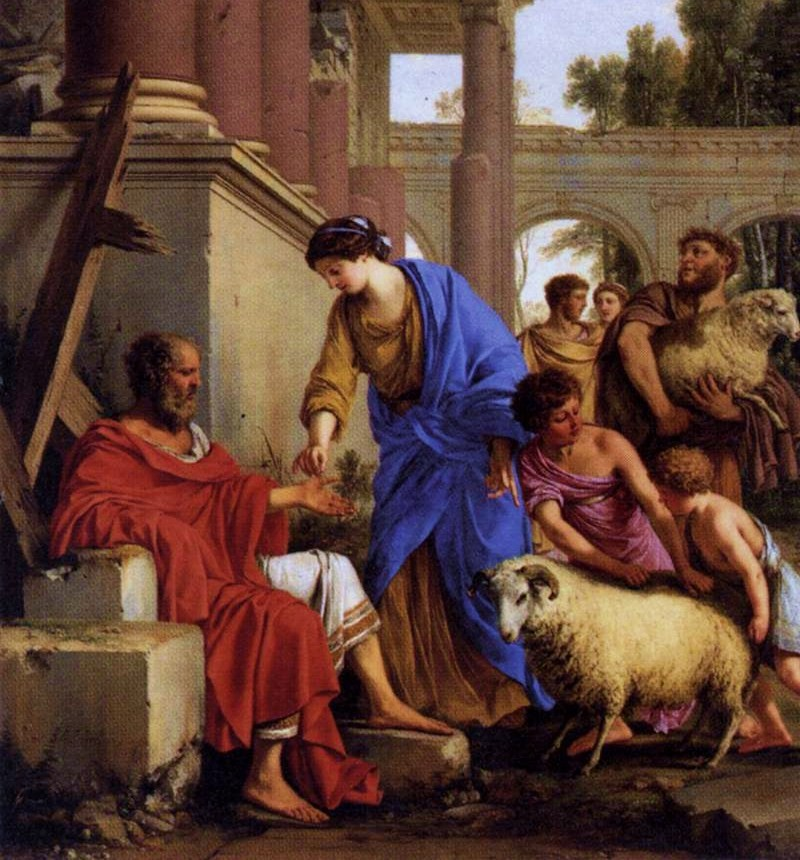
Iov primește înapoi toate bogățiile sale - pictură de Laurent de la Hyre

Iov (sau Iob)  (ebraică אִיּוֹב, ebraica modernă: Iyyov, tiberiană: ʾIyyôḇ, arabă أيّوب‎ ʾ Ayyûb) este personajul central din Cartea lui Iov din Biblia ebraică și un profet al lui Dumnezeu în Coran.
Pe lângă Cartea lui Iov, Iov apare și în alte cărți:
- Este menționat de către profetul Ezechiel (Ezechiel 14:14-18).
- O scurtă referire la Iov apare în Epistola lui Iacov (Iacov 5:11).
- Este menționat ca un profet în Coran.
- Este protagonistul unei cărți pseudoepigrafice numită Testamentul lui Iov.

## Iov descris în Coran
Iov apare numit ca un profet în Coran alături de alții precum: Adam, Idris (Enoh), Nuh (Noe), Hud (Eber), Salih, Ibrahim (Avraam), Lot, Ismael, Isaac, Yaqub (Iacob), Yusuf (Iosif), Ayyub (Iov), Shuaib (Ietro), Musa (Moise), Harun (Aaron), Dawud (David), Suleyman (Solomon), Ilyas (Ilie), Al-Yasa (Elisei), Yunus (Iona), Dhul-Kifl (Ezechiel), Zakarya (Zaharia), Yahya (Ioan Botezătorul), Isa (Iisus), Mahomed.
Spre deosebire de Biblie, unde îi este descrisă viața și acțiunile sale, în Coran doar se amintește din când în când și cu referire la diferiți profeți, munca pe care Iov a depus-o și punctele prin care acesta s-a remarcat. În linii mari povestea pare să fie aceeași, Iov este dat pe mâna lui satan, pentru a îi fi testată credința în Dumnezeu. Acesta trece prin o serie de probe și în final reușește să se mențină pur și neclintit.